# Mamãe Eu Quero
Mamãe Eu Quero, auch unter dem spanischen Titel Mamá yo quiero (dt. Mama ich will) oder dem englischen Titel I Want My Mama (dt. Ich will meine Mama) bekannt, ist ein 1937 von Vicente Paiva und Jararaca (José Calazans) komponiertes Lied in portugiesischer  Sprache, das eines der berühmtesten Musikstücke des Karnevals in Rio ist.

## Inhalt
Das spaßige Lied erzählt die Geschichte eines Babys, das sich danach sehnt, die Milch von der Brust seiner Mutter zu saugen, sich aber stattdessen mit einer Milchflasche und einem Schnuller zufriedengeben muss.

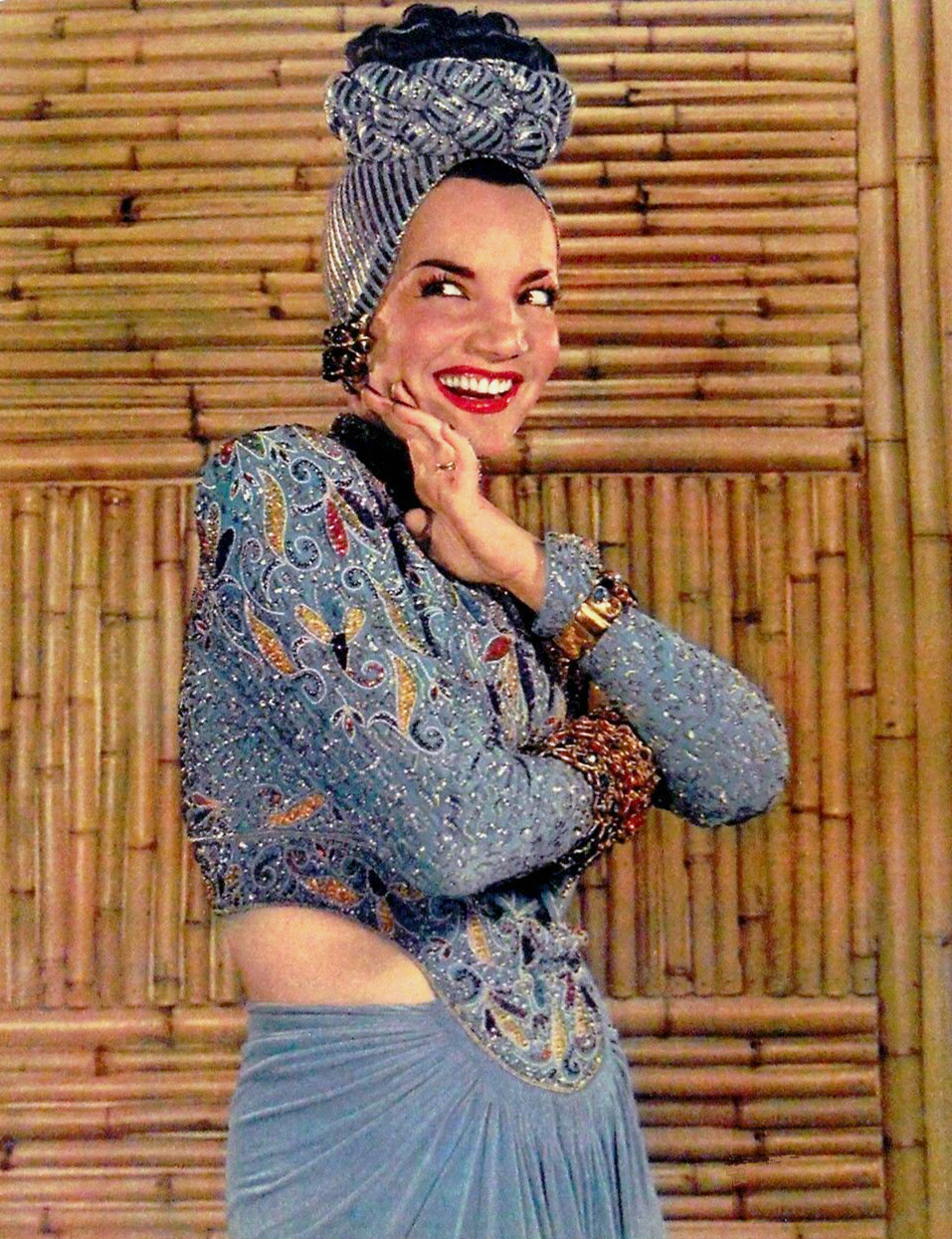
Carmen Miranda machte das Lied international bekannt.

## Versionen
Durch die Aufnahme der in Portugal geborenen und in Brasilien aufgewachsenen Sängerin Carmen Miranda wurde das Lied international bekannt. Schon bald gab es Coverversionen von Bing Crosby und den Andrews Sisters mit dem englischen Titel I Want My Mama.
Im 21. Jahrhundert wurde das Lied unter anderem von King África (2000 unter dem Titel Mamá yo quiero) und von T-Rio (2004 unter dem Titel Choopeta, abgeleitet vom im Lied vorkommenden portugiesischen Wort chupeta für Schnuller) gecovert.

## Das Lied im Film
Erstmals war das Lied 1940 in dem Film Galopp ins Glück (Originaltitel: Down Argentine Way) in der bereits genannten Version von Carmen Miranda zu hören und zu sehen. Mit Miranda entstand 1944 noch einmal eine Aufnahme für den Film Four Jills in a Jeep, die später jedoch dem Schnitt zum Opfer fiel.
Dennoch fand das Lied immer wieder Aufnahme in die Filmwelt; so zum Beispiel spielten die Marx Brothers 1941 in Die Marx Brothers im Kaufhaus (Originaltitel: The Big Store) eine Instrumentalversion. 1943 war es in der Episode Tom als Wickelkind (OT: Baby Puss) der Zeichentrickfilm-Serie Tom und Jerry zu hören und 1951 gab es eine entsprechende Szene in der Episode Be a Pal der Sitcom-Serie I Love Lucy.
Gleich mehrfach tanzten Männer bei der Aufführung dieses Liedes in Frauenkleidern; so Mickey Rooney 1941 in Babes on Broadway, Jerry Lewis 1953 in Starr vor Angst (OT: Scared Stiff) und 1982 Jonathan Sagall, Zachi Noy und Yftach Katzur als Trio in Hasenjagd, dem vierten Teil der Filmreihe Eis am Stiel.